# Pascal Brunner (Eishockeyspieler)
Pascal Brunner (* 16. Juni 2002 in Bozen) ist ein italienischer Eishockeyspieler, der seit Anfang 2023 beim HC Bozen in der Österreichischen Eishockey-Liga unter Vertrag steht. Sein Vater Markus war ebenfalls italienischer Nationalspieler und nahm an den Olympischen Winterspielen 1998 in Nagano teil.

## Karriere
Pascal Brunner begann seine Karriere in der Nachwuchsabteilung des HC Meran. 2016 ging er in die Schweiz und wurde dort 2017 U17-Meister mit dem HC Davos. 2019 wechselte er zum SC Bern, wo er in der U20-Mannschaft spielte. Nachdem er die Spielzeit 2021/22 überwiegend beim EHC Visp in der Swiss League verbracht hatte, kehrte er nach Meran zurück und spielte dort in der Alps Hockey League. Anfang 2023 schloss er sich dem HC Bozen aus der Österreichischen Eishockey-Liga an, bei dem er die Saison beendete.

### International
Im Juniorenbereich spielte Brunner für Italien bei der U18-Weltmeisterschaft 2019 in der Division I.
Brunner absolvierte sein erstes großes Turnier in der Herren-Nationalmannschaft bei der Weltmeisterschaft 2023 in der Division I, als er das 3:0 beim 6:2-Auftakterfolg gegen Rumänien beisteuerte.

## Erfolge und Auszeichnungen
- 2017 Schweizer U17-Meister mit dem HC Davos

## Karrierestatistik

### International
Vertrat Italien bei:
- U18-Junioren-Weltmeisterschaft der Division IB 2019
- Weltmeisterschaft der Division IA 2023

(Legende zur Spielerstatistik: Sp oder GP = absolvierte Spiele; T oder G = erzielte Tore; V oder A = erzielte Assists; Pkt oder Pts = erzielte Scorerpunkte; SM oder PIM = erhaltene Strafminuten; +/− = Plus/Minus-Bilanz; PP = erzielte Überzahltore; SH = erzielte Unterzahltore; GW = erzielte Siegtore; 1 Play-downs/Relegation; Kursiv: Statistik nicht vollständig)